# Ponte dei Saraceni
Il Ponte dei Saraceni è un ponte costruito nel XII secolo dai normanni sul fiume Simeto. Collega il territorio di Adrano (CT) con quello di Centuripe (EN), presso il passo del Pecoraio, e benché sia denominato Ponte dei Saraceni si tratta una costruzione di epoca medievale normanna.

## Storia
Il ponte, in origine, faceva parte di un importante asse di collegamento tra le città di Troina, prima capitale del regno di Ruggero I di Altavilla, e di Catania. Oltrepassato il ponte la strada proseguiva costeggiando il Simeto a valle delle città di Adrano e Paternò. Infatti i dongioni di tali città e quello di Motta, insieme al ponte, sono storicamente e strategicamente connessi: la strada servita dal ponte veniva controllata militarmente dalle predette torri.
Dimenticato nel corso degli anni e a più riprese distrutto, rimane dell'antica struttura solo l'arcata maggiore, quella centrale ad arco acuto; altre, la più piccola a sesto acuto e un'altra a tutto sesto di origine, furono distrutte dall'alluvione del 1948, e ricostruite in seguito in forme diverse rispetto a quelle originarie. Il ponte scavalca un tratto delle forre laviche, particolare conformazione basaltica dovuta a colate laviche pre-etnee scavate dall'azione erosiva del Simeto.
Dall'anno 2000 il sito in cui sorge il Ponte dei Saraceni è all'interno del S.I.C. denominato "Forre laviche del Simeto".
Il 22 gennaio 2015, su "la Repubblica.it", viene presentato come uno dei trenta ponti più belli d'Italia.